# Zonophryxus similis
Zonophryxus similis là một loài chân đều trong họ Dajidae. Loài này được Searle miêu tả khoa học năm 1914.